# Joseph Stoffel
Pour les articles homonymes, voir Stoffel.
Joseph Stoffel  dit Josy Stoffel, né le 27 juillet 1928 à Differdange et mort le 9 mars 2021 à Esch-sur-Alzette, est un gymnaste artistique luxembourgeois.

## Biographie
Il participe à cinq éditions consécutives des Jeux olympiques d'été, de 1948 à 1964, sans remporter de médaille.
Seize fois champion du Luxembourg entre 1949 et 1964, il est médaillé de bronze du saut de cheval aux Championnats d'Europe de gymnastique artistique masculine 1955  .
Il est nommé sportif luxembourgeois de l'année en 1957.
Il est fait chevalier de l'Ordre de Mérite du Grand-Duché de Luxembourg en 2008.